# Phegopteris moussetii
Phegopteris moussetii là một loài thực vật có mạch trong họ Thelypteridaceae. Loài này được (Rosenst.) Alderw. miêu tả khoa học đầu tiên năm 1917.